# Allison Randal
Allison Randal – amerykańska programistka i autorka oprogramowania, związana z rozwojem języków programowania i projektów Open Source.
W latach 2003–2021 była członkinią zarządu The Perl Foundation. W latach 2008–2010 pełniła funkcję przewodniczącej Parrot Foundation, a także była główną architektką maszyny wirtualnej Parrot. W 2009 roku została przewodniczącą programu konferencji O’Reilly's Open Source Convention (OSCON).
Od 2010 do 2012 roku była dyrektorką Python Software Foundation. W tym samym czasie, od sierpnia 2010 do lutego 2012, pracowała jako architekt techniczny Ubuntu w firmie Canonical. W 2010 roku została również członkinią Python Software Foundation.
W latach 2015–2017 pełniła funkcję prezeski Open Source Initiative, przejmując obowiązki od Simona Phippsa. Ponadto w latach 2021–2022 przewodniczyła zarządowi OpenStack Foundation.
Od 2019 roku jest członkinią zarządu Software Freedom Conservatory, a od 2022 pełni funkcję jego przewodniczącej.
Jest współautorką książek Perl 6 and Parrot Essentials, PHPUnit pocket guide oraz Parrot Developer's Guide: Pir.

## Publikacje
- Perl 6 and Parrot Essentials, O’Reilly, Sebastopol Kalifornia 2004, ISBN 978-83-948331-7-6.
- PHPUnit pocket guide, O’Reilly, Sebastopol Kalifornia 2005, ISBN 978-0-596-10103-9.
- Parrot Developer's Guide: Pir, Onyx Neon Press, 2009, ISBN 978-0-9779201-2-9.